# Piero Fraccapani
Piero Fraccapani (Milano, 10 settembre 1948) è un ex calciatore italiano, di ruolo difensore.

## Carriera
Prodotto del vivaio del Milan, con il quale vince un Campionato Primavera, nel novembre 1968 viene ceduto al Padova dove gioca due stagioni, una in Serie B (durante la quale colleziona 13 presenze) ed una in Serie C.
Torna ai rossoneri nella stagione 1970-1971, al termine della quale viene ceduto alla Salernitana.
L'anno seguente passa all'Avellino, prendendo parte ad un altro torneo di Serie C, concluso con la prima promozione in Serie B della società irpina, con la quale disputa anche la stagione seguente.
Andato al Catania, vince per la seconda volta il campionato di terza serie e ne gioca altri due in Serie B.
Nel 1977 torna alla Salernitana.
Durante la carriera ha giocato in totale quattro campionati di Serie B (durante i quali ha totalizzato 73 presenze, senza mettere a segno reti) e cinque di Serie C.

## Palmarès

### Club

#### Competizioni giovanili
- Campionato Primavera: 1

Milan: 1964-1965

#### Competizioni nazionali
- Campionato italiano Serie C: 2

Avellino: 1972-1973
Catania: 1974-1975